# Mis gloriosos hermanos

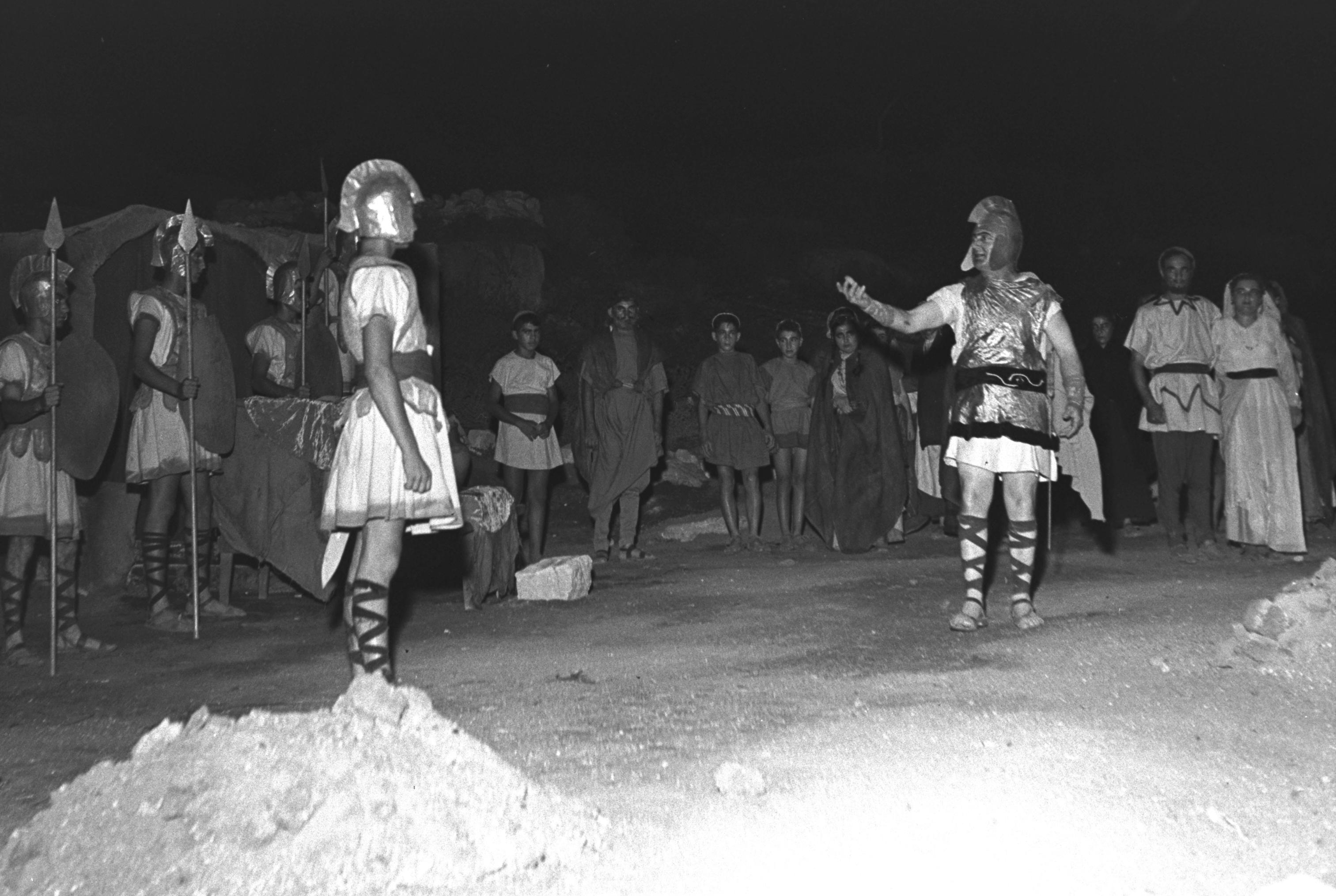
Una obra basada en Mis gloriosos hermanos representada en 1951 en Sarid.

Mis gloriosos hermanos (inglés: My Glorious Brothers) es una novela histórica del judío estadounidense Howard Fast, en la que describe la revuelta de los Macabeos de 167 a C. contra el Imperio seléucida. El libro, que trata la independencia y el derecho de autodeterminación judío, fue publicado en 1948, durante la Guerra de Independencia Israelí.
La historia tiene lugar en los días anteriores a la rebelión, y durante las batallas siguientes. Los héroes de la novela son los asmoneos en general, y Judas Macabeo en particular. Además de los hechos históricos, Fast añadió también rivalidades personales entre los hermanos Macabeos.